# Antonella Clerici
Antonella Clerici (Legnano, 6 dicembre 1963) è una conduttrice televisiva italiana.
Dopo aver esordito negli anni ottanta in reti minori, è divenuta nota al pubblico passando in Rai e conducendo negli anni novanta diversi programmi sportivi. Dopo una breve esperienza in Mediaset, dal 2 ottobre 2000 al 1º giugno 2018 (eccetto il periodo compreso tra dicembre 2008 e maggio 2010) ha condotto La prova del cuoco, trasmissione di Rai 1 che l'ha lanciata come conduttrice di punta dell'emittente, per la quale ha anche condotto numerose trasmissioni di prima serata come Il ristorante, il Festival di Sanremo 2005, Il treno dei desideri, Ti lascio una canzone, il Festival di Sanremo 2010, La terra dei cuochi, Sanremo Young, il remake di Portobello, The Voice Senior, The Voice Kids e The Voice Generations.

## Biografia

### Anni ottanta e novanta
Nata a Legnano da Giampiero, proprietario di un colorificio, e Franca, casalinga, trascorre l'infanzia e l'adolescenza in provincia, ambiente che successivamente affermerà preferire alla città. Dopo la maturità al Ginnasio - Liceo Classico "G. Galilei" di Legnano, si iscrive alla Facoltà di Giurisprudenza dell'Università degli Studi di Milano, sognando di diventare magistrato. Durante gli studi universitari inizia a lavorare in televisione a Telereporter, dove nel 1985 esordisce come annunciatrice televisiva. Consegue poi la laurea con lode.  Successivamente si fa notare a partire dal 1989 al 1995, quando conduce Dribbling su Rai 2 insieme a Gianfranco De Laurentiis, dopo una prima esperienza con il varietà Semaforo giallo nel 1987 e Oggi sport dal 1987 al 1989, sempre su Rai 2. Dal 1990 conduce il contenitore televisivo Domenica Sprint insieme a Gianfranco De Laurentiis e Giorgio Martino fino al 1996, e poi con il giornalista Marco Mazzocchi nella stagione 1996-1997. Nello stesso anno ha lasciato la trasmissione, venendo poi sostituita da Andrea Fusco. Dal 15 giugno 1992 conduce al pomeriggio su Rai 2 la rubrica Ristorante Italia. Dal 5 ottobre dello stesso anno è la padrona di casa, sempre al pomeriggio su Rai 2 di Segreti per voi. Martedì 23 febbraio 1993 cura i collegamenti del Festival di Sanremo con la giuria demoscopica di Genova, mentre ad ottobre delle stesso anno cura i collegamenti con le giurie di Sanremo Giovani. Nel 1995 partecipa a Telegoal, su Rai 2. Nel 1995 ha esordito su Rai 1 conducendo la serata speciale Mediterranea 95. Ha anche condotto un'edizione del Circo bianco sempre su Rai 1, nella stagione 1995-1996. Per i Mondiali di calcio 1998, presenta da Parigi Occhio al mondiale, con Giorgio Tosatti e Gian Piero Galeazzi e prosegue la conduzione di Unomattina nella stagione televisiva 1998-1999, al fianco di Luca Giurato. Nell'estate del 1999 ha ricevuto ad Alghero, per la sezione giornalismo, il "Premio Nazionale Alghero Donna di Letteratura e Giornalismo" V edizione.

Antonella Clerici (in alto) e Gianfranco De Laurentiis ai tempi di Dribbling tra gli anni 1980 e 1990

Nel 1997 conduce in prima serata su Rai 1 il Premio Regia Televisiva in diretta dal teatro Ariston di Sanremo, affiancando Daniele Piombi e Federica Panicucci. Nelle stagioni 1997-1998 e 1998-1999 conduce il contenitore mattutino Unomattina con Maurizio Losa e Luca Giurato. Nella stessa stagione fa parte del cast della Domenica in condotta da Fabrizio Frizzi, insieme a Gian Piero Galeazzi, Donatella Raffai, Luisa Corna, Mara Carfagna ed Emanuela Aureli. Questa edizione le ha permesso di riscuotere una grande popolarità. Nella primavera del 1999 conduce nuovamente il Premio Regia Televisiva, affiancata nuovamente da Daniele Piombi. Nella stagione 1999-2000 è passata brevemente a Mediaset, dove ha condotto lo speciale Ma quanto costa? su Rete 4, la striscia quotidiana Telegatti story, nata per celebrare le migliori edizioni dei Telegatti, e A tu per tu su Canale 5 con Maria Teresa Ruta. Dopo un breve periodo, abbandonerà la conduzione venendo sostituita da Gianfranco Funari, che diventerà protagonista assoluto del programma.

### Anni 2000
Torna in Rai nell'ottobre del 2000, quando da Rai 1 le viene affidata la conduzione del programma gastronomico La prova del cuoco che, visto il grande successo ottenuto, diventa la trasmissione del mezzogiorno della Rai. Prima però farà in tempo a presentare, insieme a Marco Mazzocchi, lo spettacolo Campioni per sempre: Galà dello Sport 2000.
Nella stessa stagione, contemporaneamente all'impegno con La prova del cuoco, conduce nuovamente il contenitore domenicale Domenica in nella stagione 2001-2002, insieme a Carlo Conti, Mara Venier ed Ela Weber, non ottenendo però il successo sperato. Antonella riprende anche La prova del cuoco, mentre sempre in autunno conduce la serata speciale Oscar del vino. Nella successiva stagione riprende La prova del cuoco e conduce nuovamente la serata Oscar del vino. In primavera conduce il nuovo show Adesso sposami, riuscendo a contrastare in ascolti il concorrente C'è posta per te condotto da Maria De Filippi.
Nell'autunno 2003 Antonella riprende la conduzione de La prova del cuoco. Tra la fine del 2003 e l'inizio del 2004 conduce una striscia speciale de La prova del cuoco dal titolo Per natale cucino io, in onda su Rai 1, in sostituzione del programma Affari tuoi condotto da Paolo Bonolis. Grazie a questo programma vince il Premio Regia Televisiva nel 2004. In primavera conduce la seconda edizione di Adesso sposami mantenendo buoni ascolti, ma venendo sempre battuto dal varietà di Canale 5 Amici condotto da Maria De Filippi.
Nel febbraio 2005 affianca Paolo Bonolis alla conduzione del Festival di Sanremo 2005, insieme a Federica Felini. Nell'autunno 2005 ricomincia La prova del cuoco, anche quest'anno seguito da una striscia speciale dal semplice titolo La prova del cuoco - Speciale. A gennaio 2006 conduce il nuovo show Il treno dei desideri, in onda per otto puntate su Rai 1 in prima serata con ottimi risultati d'ascolto, battendo nettamente il varietà di Canale 5 La Corrida di Gerry Scotti. Nel marzo 2006 succede a Pupo alla conduzione del gioco Affari tuoi fino a giugno, diventando l'unica donna ad aver presentato tale trasmissione, in cui ottiene buoni ascolti ma non in grado di battere la concorrenza di Striscia la notizia e viene poi sostituita da Flavio Insinna. In autunno oltre a La prova del cuoco, riprende la conduzione de Il treno dei desideri.
Nel maggio 2007 è la padrona di casa al fianco di Daniele Piombi del Premio Regia Televisiva. Nell'autunno 2007 riprende la conduzione de La prova del cuoco e conduce la terza edizione de Il treno dei desideri, in onda al sabato sera e abbinato alla Lotteria Italia. Il programma ottiene buoni ascolti ma viene sempre battuto dal varietà di Canale 5 C'è posta per te scritto e condotto da Maria De Filippi. Ad aprile conduce il nuovo show Ti lascio una canzone, in onda al sabato sera su Rai 1 e basato su una competizione canora per bambini dai 7 ai 17 anni. Sempre nel 2008 e nel 2009 conduce lo spettacolo sulla televisione Tutti pazzi per la tele, che ottiene un buon successo, permettendo la realizzazione di una nuova edizione l'anno successivo, con ascolti però in netto calo rispetto all'anno precedente. Nello stesso 2009 doppia Biancaneve nella versione italiana del film d'animazione Biancaneve e gli 007 nani e in primavera conduce la seconda edizione di Ti lascio una canzone, che ottiene un grandissimo successo. Nella successiva stagione ha abbandonato La prova del cuoco, causa prima infortunio e poi maternità, venendo sostituita da Elisa Isoardi.

### Anni 2010

#### Conduttrice del Festival di Sanremo
Nel 2010 ha condotto il Festival di Sanremo, risultando così la quarta donna ad aver condotto il Festival dopo Loretta Goggi, Raffaella Carrà e Simona Ventura. La manifestazione, svoltasi dal 16 al 20 febbraio, ha riscosso un grande successo in termini di ascolto, e ha visto trionfare il giovane cantante sardo Valerio Scanu, ex concorrente di Amici, oltre a essere stata al centro di contestazione in ogni apparizione del gruppo formato da Pupo ed Emanuele Filiberto. La conduttrice si è comunque dimostrata all'altezza di reggere la pressione del palco dell'Ariston.
Sempre in primavera ha condotto la terza edizione di Ti lascio una canzone.
Il 10 settembre 2010 è tornata in prima serata con la quarta edizione di Ti lascio una canzone e il 13 settembre dello stesso anno è tornata alla conduzione de La prova del cuoco. Il 15 febbraio 2011 apre il Festival di Sanremo, passando il testimone e la conduzione a Gianni Morandi. A settembre dello stesso anno, parallelamente al suo impegno quotidiano con La prova del cuoco, torna in prima serata con la quinta edizione di  Ti lascio una canzone. Il varietà ottiene buoni risultati di ascolto, riuscendo a contrastare il programma campione di ascolti C'è posta per te. Dal 21 aprile 2012 per quattro puntate di sabato sera ha condotto il people show È stato solo un flirt?, dedicato agli incontri amorosi che hanno lasciato il segno nella vita di personaggi famosi. Il programma ottiene buoni ascolti, non riuscendo a battere tuttavia il talent show di Canale 5 Amici.
Dall'8 settembre all'8 dicembre 2012 ha condotto la sesta edizione del suo noto talent show Ti lascio una canzone, che è riuscito nuovamente a tenere testa al concorrente di Canale 5 C'è posta per te presentato da Maria De Filippi. Ha poi ripreso la conduzione de La prova del cuoco, mentre a partire dal 6 aprile 2013 ha condotto il programma La terra dei cuochi, una sorta di remake del suo precedente programma Il ristorante, il programma non ottiene tuttavia buoni ascolti.
Il 1º settembre 2014 ha condotto l'evento di beneficenza Partita interreligiosa per la pace, organizzato da papa Francesco, in prima serata su Rai 1. Dal 1º febbraio 2014 è impegnata alla conduzione della settima edizione di Ti lascio una canzone. Dall'8 settembre 2014 al 20 marzo 2015 conduce lo spin-off de La prova del cuoco dal titolo Dolci dopo il tiggì, in onda subito dopo il TG1. Il programma, basato su sfide culinarie tra aspiranti pasticcieri, non raggiunge tuttavia i risultati prefissi dall'emittente.

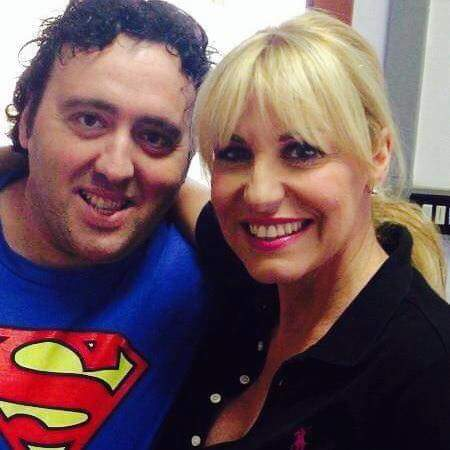
Antonella Clerici nel 2015

L'11 aprile dello stesso anno è di nuovo in prima serata con il people show Senza parole e dal 12 settembre conduce l'ottava e ultima edizione del talent show Ti lascio una canzone. Il 17 febbraio 2017, a distanza di un anno, torna in prima serata, alla conduzione del talent show canoro Standing Ovation. Il programma non ottiene tuttavia il successo sperato.
Nella stagione 2017-2018, oltre a condurre La prova del cuoco, mentre dal 16 febbraio al 16 marzo 2018 conduce Sanremo Young, in diretta dal teatro Ariston di Sanremo.
Il 1º giugno 2018 lascia definitivamente La prova del cuoco, mentre dal 27 ottobre successivo è alla guida di Portobello, remake dello storico programma televisivo condotto da Enzo Tortora, dove viene affiancata da Carlotta Mantovan, Paolo Conticini e Arcangelo Giustino.

### Anni 2020
La stagione televisiva 2019-2020 vede l'assenza quasi totale della conduttrice dai palinsesti, che si limita a condurre la sessantaduesima edizione della kermesse Zecchino d'oro e la festa di Natale Telethon. A febbraio 2020 è co-conduttrice della 4ª serata del 70º festival di Sanremo, condotto da Amadeus. Dal 28 settembre 2020 torna nella sua fascia storica del mezzogiorno, conducendo il nuovo programma È sempre mezzogiorno. Nella stessa stagione è anche impegnata a condurre il nuovo programma, intitolato The Voice Senior, uno spin-off di The Voice of Italy, (che tornerà successivamente con altre edizioni), ottenendo grande successo. Dal 13 settembre 2021 Antonella Clerici conduce la nuova edizione di È sempre mezzogiorno su Rai 1. Dal 2023 conduce anche The Voice Kids e poi anche The Voice Generations. Il 23 dicembre 2024 presenta lo show Cena di Natale su Rai 1 affiancata da Gianni Morandi e Stefano De Martino. L'11 febbraio 2025 torna sul palco del Festival di Sanremo come co-conduttrice della prima serata al fianco del direttore artistico Carlo Conti e Gerry Scotti.

### Altre attività
È stato pubblicato un disco di sigle televisive, registrato nell'autunno del 2009 e intitolato a suo nome.

## Vita privata
Nel marzo del 1989 si sposa a Legnano con Giuseppe Motta, ex giocatore di basket, dal quale si separa nel 1991. Successivamente ha una relazione con il collega Massimo Giletti. Nel 2000 sposa a New York il produttore discografico Sergio Cossa, da cui divorzia cinque anni dopo. Successivamente è stata legata per tre anni a Paolo Percivale, un ufficiale di marina mercantile. Dal 2007 ha una relazione con Eddy Martens, dal quale ha avuto una figlia, Maëlle, nata nel 2009. La relazione tra i due si conclude nel 2016. Attualmente è legata all’imprenditore Vittorio Garrone. Da tempo ambasciatrice della Fondazione AIRC per la ricerca sul cancro, nel 2024 viene operata d’urgenza per una cisti ovarica. Si professa cattolica e devota a Carlo Acutis.

## Controversie
Nell'aprile del 2011 la Clerici è stata querelata per diffamazione per aver affermato, durante la trasmissione La prova del cuoco e con riferimento a un ristorante palermitano, che «in quel posto si mangia da schifo». Nel 2013, dopo una transazione raggiunta tra i legali delle due parti, la querela viene ritirata a fronte di un invito in trasmissione, con annessa prova ai fornelli dello chef che lavora nel ristorante diffamato.

## Programmi televisivi
- Scoop (Telereporter, 1986)
- Semaforo giallo (Rai 3, 1987)
- Oggi sport (Rai 1, 1987-1989)
- Dribbling (Rai 2, 1989-1995)
  - Dribbling Mondiali (Rai 2, 1990)
  - Dribbling Cinque Cerchi (Rai 2, 1992)
  - Dribbling Mondiale (Rai 2, 1994)
  - Dribbling Cerchi, stelle e strisce (Rai 2, 1996)
- Domenica Sprint (Rai 2, 1990-1997)
- Notte contro i razzismi (Rai 2, 1991)
- NEW - New European Woman (Rai 2, 1991)
- Ristorante Italia (Rai 2, 1991-1992)
- Premio Bellisario (Rai 2, 1992)
- Stasera mi Beautiful (Rai 2, 1992)
- Segreti per voi (Rai 2, 1992-1993)
- Premio Master Italia '93 (Cinquestelle, 1993)
- Sanremo Giovani (Rai 1, 1993, 2019)[16]
- Festival di Sanremo (Rai 1, 1994, 2005, 2010, 2020, 2025)[17]
- Cerimonia d'apertura Campionati Mondiali di nuoto (Rai 1, 1994)
- Supergiganti (Rai 2, 1994)
- Telegoal (Rai 2, 1995)
- Mediterranea - Una notte per il Mediterraneo tra musiche, danze e colori (Rai 3, 1995)
- Circo bianco (Rai 1, 1995-1996)
- Il fantacalcio (Rai 2, 1995-1996)
- Scommettiamo che...? (Rai 1, 1995) Inviata
- Aspettando Atlanta - Giochi della XXVI Olimpiade (Rai 3, 1996)
- Atlantam tam (Rai 1, 1996) Inviata
- Telethon (Rai 1, 1996, 2013, 2017-2019)[18]
- Giostra di capodanno (Rai International, 1996)
- Unomattina (Rai 1, 1997-1999)
- Premio Regia Televisiva (Rai 1, 1997, 1999, 2007)
- Domenica in (Rai 1, 1997-1998, 2001-2002)
  - Domenica in - Speciale Sanremo (Rai 1, 1998, 2002)
  - 2002 In (Rai 1, 2002)
- 1998 - Un anno al volo (Rai 2, 1998)
- Mezzanotte, angeli in piazza (Rai 1, Rai 2, 1998-1999)
- Ma quanto costa? (Rete 4, 1999)
- Campioni per sempre: Galà dello Sport (Rai 1, 1999-2000)
- A tu per tu (Canale 5, 2000)
- Telegatti Story (Canale 5, 2000)
- Sanremo famosi (Rai 1, 2000)
- La prova del cuoco (Rai 1, 2000-2008, 2010-2018)
  -  La prova del cuoco - Cotta e mangiata (Rai 1, 2003) 
  -  La prova del cuoco - Per Natale cucino io (Rai 1, 2003) 
  -  La prova del cuoco - Lotteria Italia (Rai 1, 2012-2015)
  -  Dolci dopo il tiggì (Rai 1, 2014-2015)
- Oscar del vino (Rai 1, 2001-2008)
- 54° Prix Italia (Rai 1, 2002)
- Adesso sposami (Rai 1, 2003-2004)
- Il ristorante (Rai 1, 2004-2005)
- Il treno dei desideri (Rai 1, 2006-2008)
- Affari tuoi (Rai 1, 2006)
  -  Affari tuoi - La rivincita (Rai 1, 2006)
- Ti lascio una canzone (Rai 1, 2008-2012, 2014-2015)
  -  Ti lascio una canzone - La festa (Rai 1, 2008-2012) 
  -  Ti lascio una canzone...di Natale (Rai 1, 2010-2011) 
  -  Ti lascio una canzone - La coppa dei campioni (Rai 1, 2014) 
  -  Ti lascio una canzone - Big (Rai 1, 2015)
- Tutti pazzi per la tele (Rai 1, 2008-2009)
- Arena di Verona - Lo spettacolo sta per iniziare (Rai 1, 2010-2014)
- È stato solo un flirt? (Rai 1, 2012)
- La terra dei cuochi (Rai 1, 2013)
- Expo Milano 2015 - Conto alla rovescia (Rai 1, 2014)
- Partita interreligiosa per la Pace (Rai 1, 2014)
- Junior Eurovision Song Contest (Rai Gulp, 2014)
- Expo Milano 2015 - Un mondo da amare (Rai 1, 2014)
- Senza parole (Rai 1, 2015)
- Expo Milano 2015 - The Opening (Rai 1, 2015)
- Techetechetè (Rai 1, 2015) puntata 40
- Sogno azzurro (Rai 1, 2016)
- Standing ovation (Rai 1, 2017)
- Sanremo Young (Rai 1, 2018-2019)
- La partita del cuore (Rai 1, 2018)
- Portobello (Rai 1, 2018)
- Ballata per Genova (Rai 1, 2019)
- Zeffirelli - L'ultimo sogno: La Traviata (Rai 1, 2019)
- Zecchino d'Oro (Rai 1, 2019)
- È sempre mezzogiorno! (Rai 1, dal 2020)
- The Voice Senior (Rai 1, dal 2020)
- The Voice Kids (Rai 1, dal 2023)
- The Voice Generations (Rai 1, 2024)
- Cena di Natale (Rai 1, 2024)
- Il Volo - Tutti per uno (Canale 5, 2025)[19]
- Buon vento Italia! (Rai 1, 2025)

## Discografia

### Album
- 2007 – La Prova Del Cuoco
- 2010 – Antonella Clerici

### Singoli
- 2016 – Se tu ci metti amore (fatto con il cuore)
- 2022 – La tavola in festa (con Andrea Casamento, Fabrizio Bondi, Ernesto Migliacci, Sergio Cossa e Lorenzo Biagiarelli)

## Libri
- Che lavoro m'invento, Le nuove idee nel mondo del lavoro. Da Unomattina (1999)
- La prova del cuoco - 190 ricette selezionate da Antonella Clerici (2001)
- La prova del cuoco - 180 piatti di mare (2002)
- Oggi cucini tu (2004)
- La prova del cuoco - I primi (2005)
- Oggi cucini tu 2 (2005)
- Oggi cucini tu 3 (2006)
- Oggi cucini tu light (2007)
- Le ricette d'oro della prova del cuoco (2007)
- Cucciolo di mamma (2009)
- Scuola di cucina (2010)
- Aspettando te (2010)
- Le ricette di Casa Clerici (2010)
- Il ricettario della Prova del cuoco (2011)
- La prova del cuoco - Magazine (2011-2012)
- Le ricette di casa Clerici 2 (2011)
- La cucina di casa Clerici
- Il meglio de Le ricette di casa Clerici
- Le ricette della prova del cuoco  (2012)
- Tutti a tavola - Le nuove ricette de La prova del cuoco (2013)
- Vino & cucina. 100 ricette della tradizione italiana abbinate a 200 dei nostri migliori vini con Bruno Vespa (2014)
- L'almanacco di Antonella. Tutti i giorni con me, i miei consigli e le mie ricette (2015)
- Le migliori ricette di Antonella (2016)
- La mia vita in cucina. Ricette facili e sane per ogni occasione (2017)
- Pane, amore e felicità. Le migliori ricette della mia avventura ai fornelli (2018)
- È sempre mezzogiorno. Ricette e racconti della mia cucina (2020)
- A tavola con Antonella e i suoi amici cuochi (2021)

## Filmografia
- Natale col boss, regia di Volfango De Biasi (2015) cameo

### Televisione
- Don Matteo – serie TV, episodio 6x14 (2007)

### Doppiaggio
- Biancaneve e gli 007 nani (2009) - voce di Biancaneve
- Turbo (2013) - voce di Fiamma

## Riconoscimenti
- 1999 – Premio Nazionale Alghero Donna di Letteratura e Giornalismo sezione Giornalismo
- 2004 – Premio Regia Televisiva per La prova del cuoco, categoria Top Ten
- 2010 – Premio Regia Televisiva per Ti lascio una canzone, categoria Top Ten
- 2010 – Premio Regia Televisiva per Festival di Sanremo 2010, categoria Top Ten
- 2010 – Premio Regia Televisiva, categoria Personaggio femminile dell'anno
- 2011 – Premio Regia Televisiva per Ti lascio una canzone, categoria Top Ten
- 2011 – Premio Regia Televisiva per Ti lascio una canzone, categoria Miglior programma
- 2012 – Oscar del Vino per Migliore comunicazione del Vino con La prova del cuoco
- 2022 – TIM Music Awards premio DIVA Arena di Verona